# Stazione di Minucciano-Pieve-Casola
La stazione di Minucciano-Pieve-Casola è situata nel paese di Pieve San Lorenzo, frazione del comune di Minucciano quasi al confine con il comune di Casola in Lunigiana.

## Storia
La località di Minucciano fu raggiunta dalla ferrovia solo nel 1943, a causa della difficile orografia dei luoghi che impose la costruzione di un'impegnativa galleria di collegamento con Equi Terme, raggiunta dal treno già dalla fine del 1930. Si dovette poi attendere ancora il 21 marzo 1959 per arrivare a saldare, proprio a Minucciano, i due tronchi della ferrovia della Garfagnana, attraverso la galleria del Lupacino.
Durante la seconda guerra mondiale la zona di Pieve San Lorenzo, in cui la stazione si trova, assunse un ruolo strategico in virtù della posizione riparata, che così come Equi Terme consentiva il ricovero dei materiali bellici provenienti dal Polverificio della Regia Marina di Pallerone.
Nel 1948 l'impianto, in origine denominato "Casola-Minucciano", assunse la nuova denominazione di "Pieve San Lorenzo-Casola Lunigiana", mutata in seguito nell'attuale. Nel 2002 la stazione risultava impresenziata insieme ad altri 25 impianti situati sulla linea.

## Strutture e impianti
Lo scalo è costituito da 3 binari di cui il 1° serve i treni che si dirigono a Lucca e il 2° i treni diretti ad Aulla mentre il 3° è utilizzato come binario di scambio e precedenze.
Sostanzialmente invariato dal tempo della costruzione, l'impianto è stato sottoposto a restauro in occasione dei festeggiamenti del 50º anniversario dell'inaugurazione della galleria Lupacino e completamento della linea ferroviaria Lucca-Aulla, avvenuto 21 marzo 2009.
Per l'incrocio dei treni viaggiatori è disponibile un binario di raddoppio, mentre lo scalo merci risulta tutt'oggi attivo. Dal gennaio 2012 un nuovo piano caricatore consente infatti il carico delle polveri di marmo provenienti dall'azienda MIGRA e destinate allo stabilimento Kerakoll di Sassuolo, nel distretto della ceramica.

## Servizi
La stazione è servita dalle corse passeggeri svolte da Trenitalia nell'ambito del contratto di servizio con la Regione Toscana.
- Capolinea autolinee
- Parcheggio di scambio
- Bar
- Edicola
- Servizi igienici